# Friuli Isonzo Moscato giallo spumante
Le Friuli Isonzo Moscato giallo spumante est un vin effervescent blanc italien de la région Vénétie doté d'une appellation DOC depuis le 25 mars 1988. Seuls ont droit à la DOC les vins blancs récoltés à l'intérieur de l'aire de production définie par le décret.

## Aire de production
Les vignobles autorisés se situent en province de Gorizia dans les communes de Romans d'Isonzo, Gradisca d'Isonzo, Villesse, San Pier d'Isonzo, Turriaco, Medea, Moraro, Mariano del Friuli et en partie les communes Cormons, Capriva del Friuli, San Lorenzo Isontino, Monfalcone, Mossa, Gorizia, Fogliano Redipuglia, Farra d'Isonzo, Savogna d'Isonzo, Sagrado, Ronchi dei Legionari, San Canzian d'Isonzo et Staranzano.
Voir aussi l’article Friuli Isonzo Moscato giallo.

## Caractéristiques organoleptiques
- couleur : jaune paille plus ou moins intense
- odeur : aromatique,  caractéristique
- saveur : doux,  aromatique, légèrement musquée

Le Friuli Isonzo Moscato giallo spumante  se déguste à une température de 6 à 8 °C et il se boit jeune.

## Production
Province, saison, volume en hectolitres :
- pas de données disponibles